# Tirania da maioria
Tirania da maioria, tirania das massas ou ditadura da maioria é um termo utilizado em discussões acerca de democracias com decisões por maioria absoluta, para descrever cenários em que os interesses de minorias são consistentemente obstaculizados por uma maioria eleitoral, constituindo uma opressão comparável à das tiranias. Os casos mais comuns são as discriminações contra grupos étnicos, raciais, religiosos, homossexuais, entre outros. A expressão "tolerância repressiva" também costuma ser associada à tirania da maioria.
Em Ciência política, é a rotulação dada aos sistemas políticos nos quais a maioria dita as regras, sem apelo por justiça ou equidade. Seu principal problema é o desrespeito às minorias e opiniões discordantes, requisitos considerados essenciais para a Democracia.
Uma das formas mais comuns de se evitar a tirania por parte de parcelas majoritárias de uma sociedade é criar cláusulas constitucionais, utilizar sistemas eleitorais elaborados com a preocupação de evitá-la e criar estatutos que protejam determinado grupo minoritário, bem como a separação dos poderes.

## Terminologia
O termo usado na Grécia Clássica e na Grécia Helenística para a opressão popular foi oclocracia. A primeira referência a este conceito deve-se a Sócrates, num dos seus diálogos na obra Górgias, que foi escrito por Platão. O conceito de "Tirania da Maioria" de Sócrates (e Platão) foi depois repescado por outros autores, mantendo o significado original.
A expressão "tirania da maioria" foi usada por John Adams em 1788, ganhando proeminência depois de aparecer em 1835, em Democracia na América, de Alexis de Tocqueville, quando foi título de uma seção. O termo foi popularizado por John Stuart Mill, quando citou Tocqueville, em On Liberty (1859). O Federalist Papers refere-se a um conceito amplo, como em Federalist 10, primeiramente publicado em 1787, que chama de "a força superior de uma maioria interessada e arrogante."
Lord Acton também utiliza o termo, dizendo:
O principal mal que permeia a democracia é a tirania da maioria, ou melhor, daquele partido, nem sempre maioria, que consegue vencer eleições por força ou por fraude.Original (em inglês): The one pervading evil of democracy is the tyranny of the majority, or rather of that party, not always the majority, that succeeds, by force or fraud, in carrying elections.— John Dalberg-Acton, 1.º Barão Acton  (em inglês)